# Janeth Arcain
Janeth Arcain, född den 11 april 1969 i São Paulo, Brasilien, är en brasiliansk basketspelare som var med och tog OS-silver 1996 i Atlanta. Detta var första gången Brasilien tog en medalj i damklassen vid de olympiska baskettävlingarna. Fyra år senare i Sydney var hon med och tog OS-brons 2000.